# Ace Attorney
Ace Attorney (逆転裁判?, Gyakuten saiban) è una serie di videogiochi del genere visual novel creata nel 2001 da Shū Takumi e pubblicata dalla Capcom.

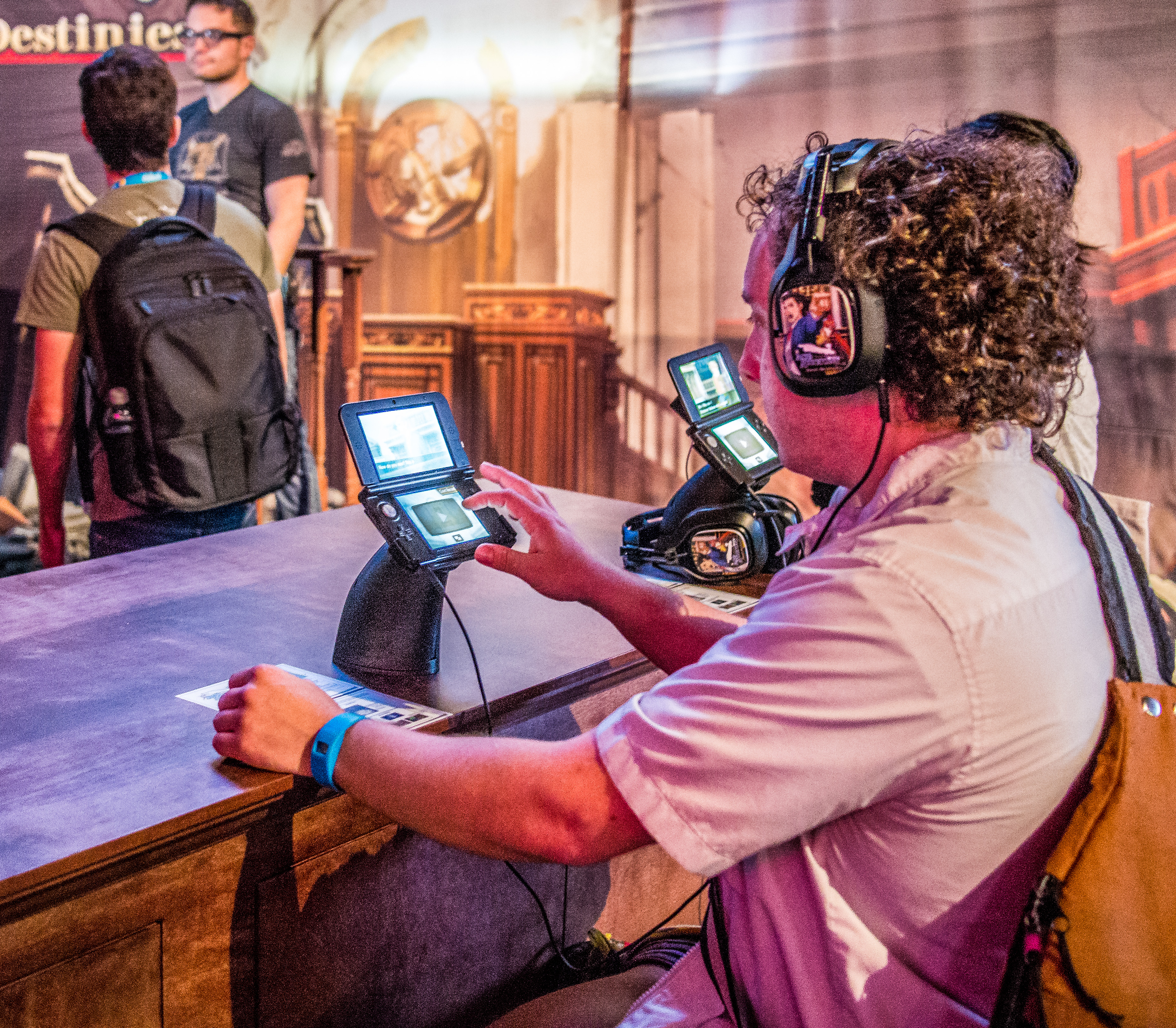
Phoenix Wright: Ace Attorney - Dual Destinies all'E3 2013

I primi videogiochi della serie, originariamente distribuiti per Game Boy Advance, compongono una trilogia con protagonista Phoenix Wright. A questi si aggiungono tre sequel che hanno come personaggi giocanti Apollo Justice e Athena Cykes, due spin-off dedicati a Miles Edgeworth e due giochi ambientati nel periodo Meiji che hanno come protagonista Ryunosuke Naruhodo, antenato di Phoenix Wright. La Capcom ha inoltre sviluppato in collaborazione con Level-5 un crossover con la serie Professor Layton.
Al 2023 i titoli legati alla serie Ace Attorney hanno venduto oltre 11 milioni di unità. La raccolta Phoenix Wright: Ace Attorney Trilogy per PlayStation 4 e Nintendo Switch è inclusa nella lista dei giochi Capcom che hanno raggiunto il milione di copie vendute.

## Trama
Nella maggior parte dei videogiochi della serie, il personaggio giocante è un avvocato alle prime armi, impegnato a difendere i propri clienti dalle accuse di omicidio. Il gioco alterna fasi di indagine e processi. Per ogni caso sarà presente un pubblico ministero (procuratore) che tenterà di ottenere dal giudice un verdetto di colpevolezza nei confronti dell'imputato.
Nei primi tre titoli il protagonista è Phoenix Wright, giovane legale, allievo di Mia Fey. Nel quarto videogioco il giocatore impersona Apollo Justice, che verrà aiutato dalla figlia adottiva di Wright, Trucy. Nel quinto titolo della serie viene introdotto il personaggio di Athena Cykes.

## Sviluppo

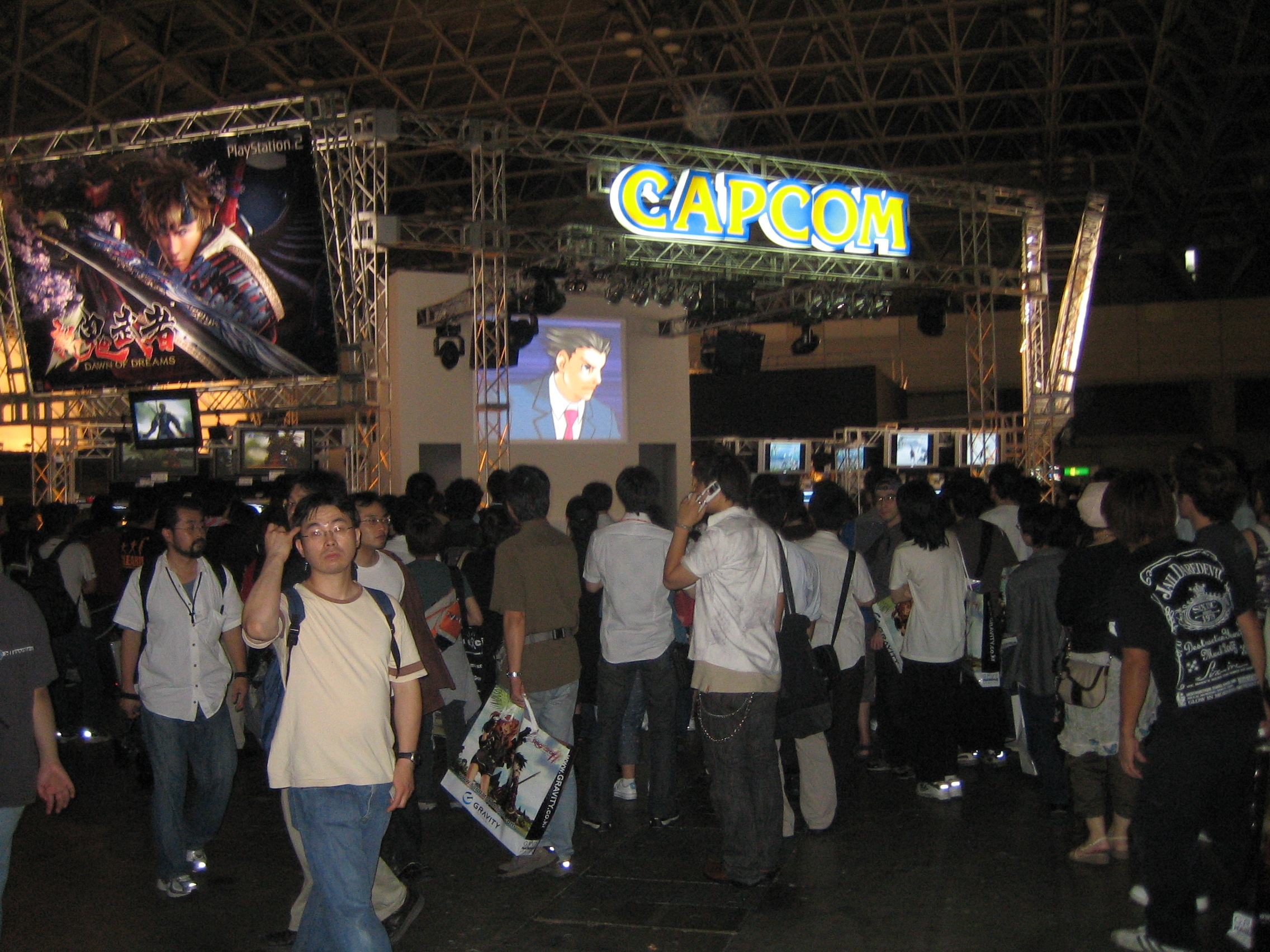
Phoenix Wright: Ace Attorney per Nintendo DS presentato al Tokyo Game Show 2005

La serie è ispirata ai racconti di Ranpo Edogawa e di Shinichi Hoshi. Shū Takumi ha inoltre menzionato, tra le sue opere gialle di riferimento, i lavori di Tsumao Awasaka, i racconti di Padre Brown e Perry Mason e la serie televisiva Colombo. Oltre ai gialli, Takumi è stato inoltre influenzato dagli shōnen della sua gioventù.
La trilogia composta da Phoenix Wright: Ace Attorney, Phoenix Wright: Ace Attorney - Justice for All e Phoenix Wright: Ace Attorney - Trials and Tribulations è stata originariamente pubblicata in Giappone per Game Boy Advance. A partire dal 2005 i videogiochi sono stati tradotti in lingua inglese (e successivamente anche in italiano) e convertiti per Nintendo DS. Dal 2014 i tre giochi sono distribuiti in inglese e giapponese e pubblicati sul Nintendo eShop del Nintendo 3DS con il titolo Phoenix Wright: Ace Attorney Trilogy.
Su Nintendo DS viene pubblicato nel 2007 il quarto videogioco della saga: Apollo Justice: Ace Attorney. Per la stessa console verranno distribuiti Ace Attorney Investigations: Miles Edgeworth, disponibile in Giappone a partire dal maggio 2009, ed il suo seguito, Ace Attorney Investigations 2: Prosecutor's Gambit, pubblicato nel febbraio 2011.
Nel 2010 viene annunciata una collaborazione tra Capcom e Level-5 per lo sviluppo di Il Professor Layton vs. Phoenix Wright: Ace Attorney, un titolo che unisce le caratteristiche di Ace Attorney con quelle della serie Professor Layton. Oltre al Professor Hershel Layton e Phoenix Wright, nel videogioco, pubblicato per Nintendo 3DS nel corso del 2012, compaiono i relativi assistenti Luke Triton e Maya Fey.
Sempre per Nintendo 3DS, nel 2013 viene distribuito tramite Nintendo eShop, Phoenix Wright: Ace Attorney - Dual Destinies. Il videogioco viene convertito l'anno seguente per iOS, andando ad affiancare la trilogia già pubblicata sull'App Store. Nel luglio 2015 viene pubblicato The Great Ace Attorney: Adventures.
Il primo settembre 2015 la rivista Famitsū annuncia il sesto capitolo della saga, Phoenix Wright: Ace Attorney - Spirit of Justice. Il videogioco è stato presentato al Tokyo Game Show 2015 ed è stata confermata la distribuzione in occidente, attraverso il Nintendo eShop. Nello stesso mese è stato annunciato l'anime Ace Attorney, basato sulla serie e trasmesso a partire da aprile 2016.
Al Tokyo Game Show 2016, in occasione dei quindici anni della serie, viene annunciato The Great Ace Attorney 2: Resolve, sequel dello spin-off ambientato nel periodo Meiji.
Nel 2021 viene annunciata la raccolta Ace Attorney Turnabout Collection che include la Phoenix Wright: Ace Attorney Trilogy e The Great Ace Attorney Chronicles, quest'ultima composta da The Great Ace Attorney: Adventures e The Great Ace Attorney 2: Resolve. Nel 2024 viene pubblicata la raccolta Apollo Justice: Ace Attorney Trilogy che comprende le versioni rimasterizzate di Apollo Justice: Ace Attorney, Phoenix Wright: Ace Attorney - Dual Destinies e Phoenix Wright: Ace Attorney - Spirit of Justice. Nello stesso anno viene annunciata la raccolta Ace Attorney Investigations Collection comprendente i due titoli con protagonista Miles Edgeworth.

## Modalità di gioco
Oltre ad essere presente in tribunale, il personaggio giocante potrà spostarsi durante la fase dell'investigazione in varie località, tra cui la scena del crimine, lo studio legale, il carcere e la stazione di polizia. Tramite i dialoghi ed interagendo con l'ambiente è possibile raccogliere prove e testimonianze che serviranno durante il processo. Il gioco è ispirato al sistema legale statunitense in cui è possibile per la difesa sostenere un contro-interrogatorio del testimone presentato dal procuratore. Incalzandoli è possibile far emergere le contraddizioni e ricostruire la verità. Prove non pertinenti ed accuse infondate, però, faranno perdere credibilità alla nostra tesi, spingendo il giudice a dichiarare colpevole il cliente e, quindi, portando al game over.

## Grafica
I fondali ed i personaggi del gioco sono bidimensionali: i primi sono statici, i secondi presentano delle animazioni che variano nel corso del gioco. A partire da Ace Attorney Investigations: Miles Edgeworth è stata inserita la possibilità di muoversi in un ambiente tridimensionale per raccogliere indizi e dialogare con gli NPC. Da Phoenix Wright: Ace Attorney - Dual Destinies viene utilizzato l'effetto tridimensionale del Nintendo 3DS sia nel gioco che nelle cutscene.

## Manga
La casa editrice Kōdansha ha pubblicato due adattamenti manga della serie: il primo, Gyakuten saiban, è iniziato nel 2006 e si è concluso al quinto volume; il manga segue le vicende di Phoenix Wright, coinvolto in casi e processi originali rispetto ai videogiochi. Nel 2009 ha debuttato la seconda serie, ispirata alle vicende di Miles Edgeworth e pubblicata col titolo di Gyakuten kenji sulle riviste di Kodansha Gekkan Young Magazine e  Young Magazine. Entrambi i manga hanno la sceneggiatura di Kenji Kuroda e i disegni di Kazuo Maekawa.
Indipendentemente dai due titoli precedenti sono state pubblicate due raccolte di oneshot comici affidate a diversi autori famosi, uscite negli USA col titolo di Phoenix Wright: Ace Attorney Official Casebook.

## Trasposizione cinematografica
L'11 febbraio 2012 è uscito in Giappone il lungometraggio Gyakuten saiban, basato sul videogioco Phoenix Wright: Ace Attorney e diretto dal regista Takashi Miike.

## Serie animata
Il 2 aprile 2016 è stato trasmesso su Yomiuri TV il primo episodio dell'anime Ace Attorney prodotto da A-1 Pictures.